# Esqui cross-country nos Jogos Olímpicos de Inverno de 2018 - Velocidade individual feminino
A prova de velocidade individual feminino do esqui cross-country nos Jogos Olímpicos de Inverno de 2018 foi disputada no dia 13 de fevereiro no Centro de Esqui Cross-Country Alpensia, em Pyeongchang.

## Medalhistas
| Ouro   | SWE Stina Nilsson          |
| Prata  | NOR Maiken Caspersen Falla |
| Bronze | OAR Yulia Belorukova       |

## Resultados
Q — classificado para a próxima fase
LL — lucky loser (melhor classificado por tempo)
PF — vencedor definido por photo finish

### Qualificatório
| Pos. | Bib | Atleta                       | Tempo   | Diferença | Notas |
| ---- | --- | ---------------------------- | ------- | --------- | ----- |
| 1    | 12  | SWE Stina Nilsson            | 3:08.74 | —         | Q     |
| 2    | 7   | NOR Maiken Caspersen Falla   | 3:09.13 | +0.39     | Q     |
| 3    | 3   | FIN Krista Pärmäkoski        | 3:12.30 | +3.56     | Q     |
| 4    | 6   | SWE Hanna Falk               | 3:12.54 | +3.80     | Q     |
| 5    | 5   | SLO Katja Višnar             | 3:15.24 | +6.50     | Q     |
| 6    | 19  | OAR Natalia Nepryaeva        | 3:15.65 | +6.91     | Q     |
| 7    | 15  | USA Jessica Diggins          | 3:15.76 | +7.02     | Q     |
| 8    | 22  | SWE Ida Ingemarsdotter       | 3:16.06 | +7.32     | Q     |
| 9    | 4   | USA Sadie Bjornsen           | 3:16.12 | +7.38     | Q     |
| 10   | 16  | NOR Heidi Weng               | 3:16.28 | +7.54     | Q     |
| 11   | 9   | SLO Anamarija Lampič         | 3:16.57 | +7.83     | Q     |
| 12   | 18  | USA Sophie Caldwell          | 3:17.06 | +8.32     | Q     |
| 13   | 8   | NOR Ingvild Flugstad Østberg | 3:17.35 | +8.61     | Q     |
| 14   | 1   | SWE Anna Dyvik               | 3:17.99 | +9.25     | Q     |
| 15   | 10  | OAR Yulia Belorukova         | 3:18.26 | +9.52     | Q     |
| 16   | 13  | GER Sandra Ringwald          | 3:18.43 | +9.69     | Q     |
| 17   | 11  | NOR Kathrine Harsem          | 3:18.48 | +9.74     | Q     |
| 18   | 20  | ITA Gaia Vuerich             | 3:19.01 | +10.27    | Q     |
| 19   | 34  | FIN Johanna Matintalo        | 3:19.04 | +10.30    | Q     |
| 20   | 24  | SUI Nadine Fähndrich         | 3:19.42 | +10.68    | Q     |
| 21   | 17  | SUI Laurien van der Graaff   | 3:19.62 | +10.88    | Q     |
| 22   | 30  | POL Justyna Kowalczyk        | 3:20.00 | +11.26    | Q     |
| 23   | 49  | CZE Kateřina Beroušková      | 3:20.09 | +11.35    | Q     |
| 24   | 26  | FIN Kerttu Niskanen          | 3:20.48 | +11.74    | Q     |
| 25   | 42  | GER Katharina Hennig         | 3:22.64 | +13.90    | Q     |
| 26   | 28  | GER Elisabeth Schicho        | 3:23.26 | +14.52    | Q     |
| 27   | 46  | KAZ Anna Shevchenko          | 3:23.27 | +14.53    | Q     |
| 28   | 29  | ITA Lucia Scardoni           | 3:23.32 | +14.58    | Q     |
| 29   | 2   | SLO Alenka Čebašek           | 3:23.38 | +14.64    | Q     |
| 30   | 25  | FIN Aino-Kaisa Saarinen      | 3:24.02 | +15.28    | Q     |
| 31   | 31  | SVK Alena Procházková        | 3:24.61 | +15.87    |       |
| 32   | 23  | ITA Greta Laurent            | 3:25.54 | +16.80    |       |
| 33   | 21  | USA Ida Sargent              | 3:25.80 | +17.06    |       |
| 34   | 44  | CAN Emily Nishikawa          | 3:26.75 | +18.01    |       |
| 35   | 45  | BLR Yulia Tikhonova          | 3:27.19 | +18.45    |       |
| 36   | 14  | GER Hanna Kolb               | 3:27.84 | +19.10    |       |
| 37   | 47  | POL Sylwia Jaśkowiec         | 3:27.94 | +19.20    |       |
| 38   | 37  | POL Ewelina Marcisz          | 3:28.11 | +19.37    |       |
| 39   | 50  | EST Tatjana Mannima          | 3:28.57 | +19.83    |       |
| 40   | 40  | BLR Anastasia Kirillova      | 3:28.98 | +20.24    |       |
| 41   | 38  | BLR Polina Seronosova        | 3:29.44 | +20.70    |       |
| 42   | 33  | CAN Dahria Beatty            | 3:29.77 | +21.03    |       |
| 43   | 36  | CZE Karolína Grohová         | 3:30.91 | +22.17    |       |
| 44   | 39  | OAR Alisa Zhambalova         | 3:31.53 | +22.79    |       |
| 45   | 52  | CZE Petra Hynčicová          | 3:32.03 | +23.29    |       |
| 46   | 27  | FRA Aurore Jéan              | 3:32.45 | +23.71    |       |
| 47   | 43  | BLR Valiantsina Kaminskaya   | 3:32.80 | +24.06    |       |
| 48   | 35  | AUS Jessica Yeaton           | 3:33.01 | +24.27    |       |
| 49   | 59  | CHN Li Xin                   | 3:33.61 | +24.87    |       |
| 50   | 32  | AUT Lisa Unterweger          | 3:34.29 | +25.55    |       |
| 51   | 48  | CAN Cendrine Browne          | 3:34.30 | +25.56    |       |
| 52   | 41  | SLO Nika Razinger            | 3:35.11 | +26.37    |       |
| 53   | 64  | SVK Barbora Klementová       | 3:38.00 | +29.26    |       |
| 54   | 57  | UKR Tetyana Antypenko        | 3:38.56 | +29.82    |       |
| 55   | 56  | KAZ Elena Kolomina           | 3:39.22 | +30.48    |       |
| 56   | 58  | UKR Maryna Antsybor          | 3:40.17 | +31.43    |       |
| 57   | 60  | CHN Chi Chunxue              | 3:42.70 | +33.96    |       |
| 58   | 63  | AUS Aimee Watson             | 3:44.87 | +36.13    |       |
| 59   | 53  | TOG Mathilde-Amivi Petitjean | 3:45.93 | +37.19    |       |
| 60   | 61  | KAZ Valeriya Tyuleneva       | 3:47.27 | +38.53    |       |
| 61   | 62  | ROU Tímea Lőrincz            | 3:48.84 | +40.10    |       |
| 62   | 51  | LAT Patrīcija Eiduka         | 3:49.70 | +40.96    |       |
| 63   | 55  | AUS Casey Wright             | 3:49.80 | +41.06    |       |
| 64   | 54  | CRO Vedrana Malec            | 3:54.76 | +46.02    |       |
| 65   | 67  | CRO Gabrijela Skender        | 3:56.23 | +47.49    |       |
| 66   | 66  | BUL Antoniya Grigorova       | 3:59.77 | +51.03    |       |
| 67   | 65  | KOR Ju Hye-ri                | 4:11.92 | +1:03.18  |       |
| 68   | 68  | IRI Samaneh Beyrami Baher    | 4:47.91 | +1:39.17  |       |

### Quartas de final
Quartas de final 1
| Pos. | Semente | Atleta                  | Tempo   | Diferença | Notas |
| ---- | ------- | ----------------------- | ------- | --------- | ----- |
| 1    | 1       | SWE Stina Nilsson       | 3:10.90 | —         | Q     |
| 2    | 3       | FIN Krista Pärmäkoski   | 3:11.97 | +1.07     | Q     |
| 3    | 11      | SLO Anamarija Lampič    | 3:12.46 | +1.56     | LL    |
| 4    | 17      | NOR Kathrine Harsem     | 3:14.87 | +3.97     |       |
| 5    | 30      | FIN Aino-Kaisa Saarinen | 3:19.18 | +8.28     |       |
| 6    | 27      | KAZ Anna Shevchenko     | 3:23.56 | +12.66    |       |

Quartas de final 2
| Pos. | Semente | Atleta                     | Tempo   | Diferença | Notas |
| ---- | ------- | -------------------------- | ------- | --------- | ----- |
| 1    | 2       | NOR Maiken Caspersen Falla | 3:11.98 | —         | Q     |
| 2    | 12      | USA Sophie Caldwell        | 3:12.39 | +0.41     | Q     |
| 3    | 8       | SWE Ida Ingemarsdotter     | 3:14.58 | +2.60     |       |
| 4    | 5       | SLO Katja Višnar           | 3:20.49 | +8.51     |       |
| 5    | 28      | ITA Lucia Scardoni         | 3:22.49 | +10.51    |       |
| 6    | 29      | SLO Alenka Čebašek         | 3:30.87 | +18.89    |       |

Quartas de final 3
| Pos. | Semente | Atleta                  | Tempo   | Diferença | Notas |
| ---- | ------- | ----------------------- | ------- | --------- | ----- |
| 1    | 4       | SWE Hanna Falk          | 3:11.08 | —         | Q     |
| 2    | 7       | USA Jessica Diggins     | 3:11.24 | +0.16     | Q     |
| 3    | 16      | GER Sandra Ringwald     | 3:13.76 | +2.68     |       |
| 4    | 20      | SUI Nadine Fähndrich    | 3:14.82 | +3.74     |       |
| 5    | 24      | FIN Kerttu Niskanen     | 3:19.84 | +8.76     |       |
| 6    | 23      | CZE Kateřina Beroušková | 3:27.43 | +16.35    |       |

Quartas de final 4
| Pos. | Semente | Atleta                | Tempo   | Diferença | Notas |
| ---- | ------- | --------------------- | ------- | --------- | ----- |
| 1    | 15      | OAR Yulia Belorukova  | 3:14.29 | —         | Q     |
| 2    | 10      | NOR Heidi Weng        | 3:15.68 | +1.39     | Q     |
| 3    | 9       | USA Sadie Bjornsen    | 3:16.75 | +2.46     |       |
| 4    | 19      | FIN Johanna Matintalo | 3:16.92 | +2.63     |       |
| 5    | 18      | ITA Gaia Vuerich      | 3:21.65 | +7.36     |       |
| 6    | 26      | GER Elisabeth Schicho | 3:24.26 | +9.97     |       |

Quartas de final 5
| Pos. | Semente | Atleta                       | Tempo   | Diferença | Notas |
| ---- | ------- | ---------------------------- | ------- | --------- | ----- |
| 1    | 6       | OAR Natalia Nepryaeva        | 3:11.78 | —         | Q     |
| 2    | 21      | SUI Laurien van der Graaff   | 3:12.15 | +0.37     | Q     |
| 3    | 14      | SWE Anna Dyvik               | 3:13.09 | +1.31     | LL    |
| 4    | 13      | NOR Ingvild Flugstad Østberg | 3:14.87 | +3.09     |       |
| 5    | 22      | POL Justyna Kowalczyk        | 3:17.47 | +5.69     |       |
| 6    | 25      | GER Katharina Hennig         | 3:19.55 | +7.77     |       |

### Semifinais
Semifinal 1
| Pos. | Semente | Atleta                     | Tempo   | Diferença | Notas |
| ---- | ------- | -------------------------- | ------- | --------- | ----- |
| 1    | 1       | SWE Stina Nilsson          | 3:10.52 | —         | Q, PF |
| 2    | 2       | NOR Maiken Caspersen Falla | 3:10.55 | +0.03     | Q, PF |
| 3    | 4       | SWE Hanna Falk             | 3:11.14 | +0.62     | LL    |
| 4    | 12      | USA Sophie Caldwell        | 3:11.32 | +0.80     |       |
| 5    | 3       | FIN Krista Pärmäkoski      | 3:12.04 | +1.52     |       |
| 6    | 14      | SWE Anna Dyvik             | 3:15.77 | +5.25     |       |

Semifinal 2
| Pos. | Semente | Atleta                     | Tempo   | Diferença | Notas  |
| ---- | ------- | -------------------------- | ------- | --------- | ------ |
| 1    | 15      | OAR Yulia Belorukova       | 3:10.12 | —         | Q      |
| 2    | 7       | USA Jessica Diggins        | 3:10.72 | +0.60     | Q, PF  |
| 3    | 6       | OAR Natalia Nepryaeva      | 3:10.72 | +0.60     | LL, PF |
| 4    | 11      | SLO Anamarija Lampič       | 3:13.95 | +3.83     |        |
| 5    | 21      | SUI Laurien van der Graaff | 3:15.65 | +5.53     |        |
| 6    | 10      | NOR Heidi Weng             | 3:16.22 | +6.10     |        |

### Final
A final ocorreu às 21:24.
| Pos. | Semente | Atleta                     | Tempo   | Diferença | Notas |
| ---- | ------- | -------------------------- | ------- | --------- | ----- |
| 1    | 1       | SWE Stina Nilsson          | 3:03.84 | —         |       |
| 2    | 2       | NOR Maiken Caspersen Falla | 3:06.87 | +3.03     |       |
| 3    | 15      | OAR Yulia Belorukova       | 3:07.21 | +3.37     |       |
| 4    | 6       | OAR Natalia Nepryaeva      | 3:12.98 | +9.14     |       |
| 5    | 4       | SWE Hanna Falk             | 3:15.00 | +11.16    |       |
| 6    | 7       | USA Jessica Diggins        | 3:15.07 | +11.23    |       |

Legenda
| Recorde mundial      | Recorde mundial (World record)               |                       | Recorde africano                      | Recorde africano (African) |                                           | Q | Classificado por posição (Qualified) |
| Recorde olímpico     | Recorde olímpico (Olympic record)            | Recorde da América    | Recorde da América (Americas)         | q                          | Classificado por melhor tempo (Qualified) |   |                                      |
| Melhor marca do ano  | Melhor marca do ano (World leading)          | Recorde asiático      | Recorde asiático (Asian)              | DNS                        | Não largou (Did not start)                |   |                                      |
| Recorde nacional     | Recorde nacional (National record)           | Recorde europeu       | Recorde europeu (European)            | DNF                        | Não terminou (Did not finish)             |   |                                      |
| Recorde pessoal      | Recorde pessoal do atleta (Personal best)    | Recorde da Oceania    | Recorde da Oceania (Oceania)          | DSQ / DQ                   | Desclassificado (Disqualified)            |   |                                      |
| Recorde da temporada | Recorde da temporada do atleta (Season best) | Recorde sul-americano | Recorde sul-americano (South America) | NM                         | Sem marca (No mark)                       |   |                                      |